# Kirche der Gottesmutter-Ikone von Kasan (Qysylorda)

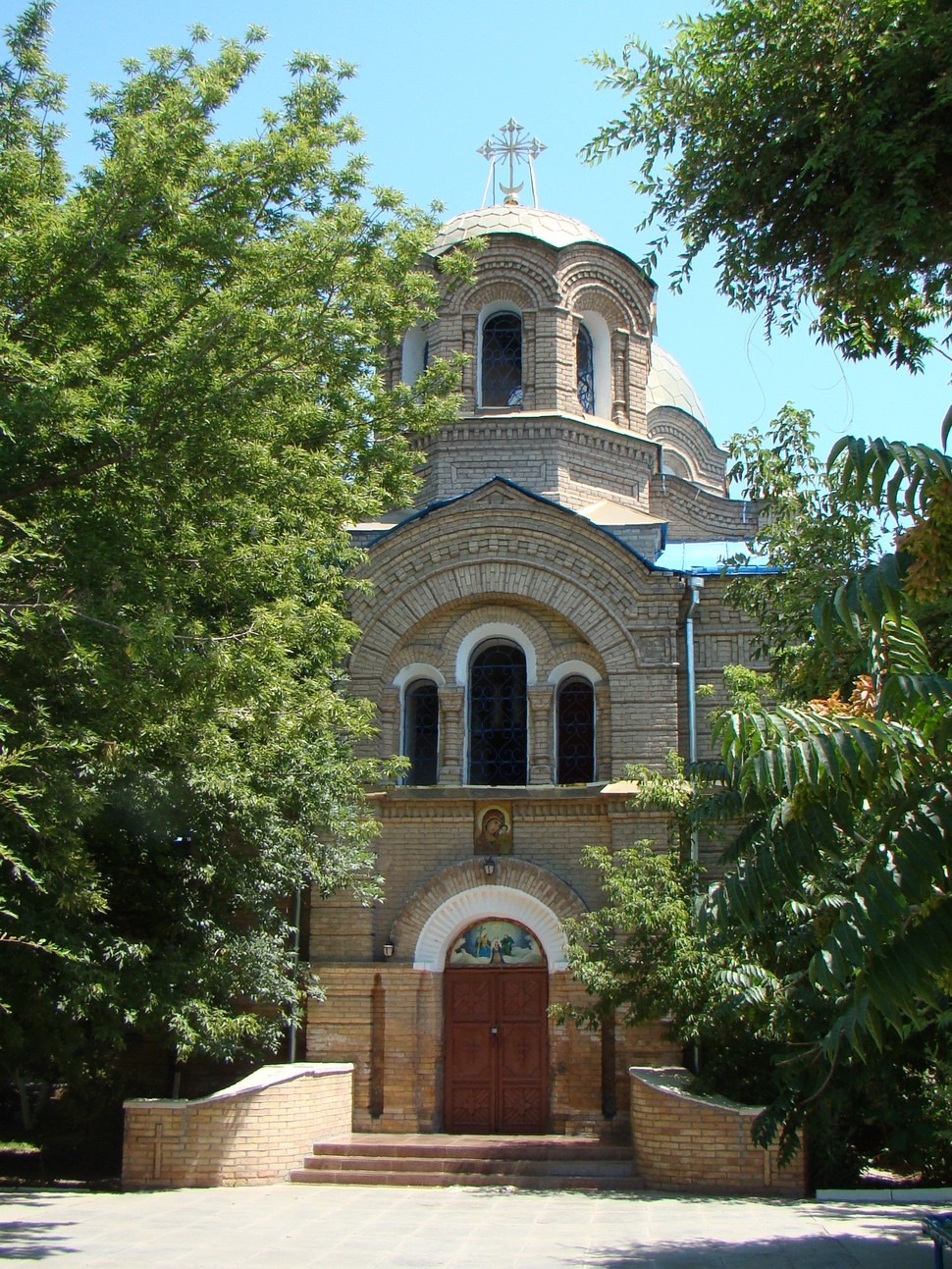
Die Kirche der Gottesmutter-Ikone von Kasan (2009)

Die Kirche der Gottesmutter-Ikone von Kasan (russisch Свято-Казанский храм иконы Божией Матери) ist ein russisch-orthodoxes Kirchengebäude im kasachischen Qysylorda. Die zwischen 1890 und 1895 erbaute Kirche gehört zur Eparchie Schymkent und Taras.

## Geschichte
Die erste orthodoxe Kirche in Perowsk, wie Qysylorda bis 1925 hieß, wurde am 15. Oktober 1855 geweiht. 1863 wurde eine neue Kirche aus Lehmziegeln erbaut, die aber bereits fünf Jahre später durch Regenfälle zerstört wurde. Im selben Jahr wurde ein Kirchengebäude gebaut, ebenfalls aus Lehmziegeln, jedoch auf einem Fundament aus gebrannten Ziegeln und mit Eisenplatten bedeckt.
1890 wurde mit dem Bau der heutigen Kirche begonnen, die am 6. Dezember 1896 geweiht wurde. Ihr Bau kostete 35.000 Rubel, von denen die Einwohner 5.000 Rubel  sammelten und den Rest die Behörden beisteuerten. Bis Dezember 1906 unterstand die Kirche der Verwaltung der Kaiserlich Russischen Armee, danach wurde sie an die Russisch-Orthodoxe Kirche übergeben. Mit der Verfolgung und Unterdrückung religiöser Aktivitäten in der Sowjetunion wurde die Kirche Mitte der 1930er Jahre von den Bolschewiki geschlossen. Das Gebäude beherbergte zuerst ein Empfangszentrum für deportierte Personen, dann ein Observatorium und später ein Museum für lokale Geschichte. 1982 zog das Museum in ein anderes Gebäude um, das Kirchengebäude wurde zum Architekturdenkmal von republikanischer Bedeutung erklärt. Für die Renovierung des Gebäudes wurden aber keine finanziellen Mittel bereitgestellt, zudem blieb es ungenutzt.
Im Mai 1989 übergab das Exekutivkomitee der Stadt das Gebäude an die russisch-orthodoxe Kirche. Die Kirche wies vor allem im Innenraum einige Schäden auf, war aber ansonsten in einem besseren Zustand als die meisten anderen Kirchengebäude in der Sowjetunion. Die Wandgemälde waren beispielsweise so stark beschädigt, dass ihr ursprünglicher Zustand nicht mehr hergestellt werden konnte, da auch keine Aufzeichnungen oder Beschreibungen über diese vorhanden waren. Die Restaurierung der Kirche erfolgte auf Kosten von Gemeindemitgliedern und Spenden. So wurden die Kreuze auf den Kuppeln erneuert und neue Glocken angeschafft. Das Dach des Gebäudes, das in den ersten Jahren nach der Restaurierung blau gestrichen wurde, wurde 2008 mit vergoldetem Eisen bedeckt.

## Galerie

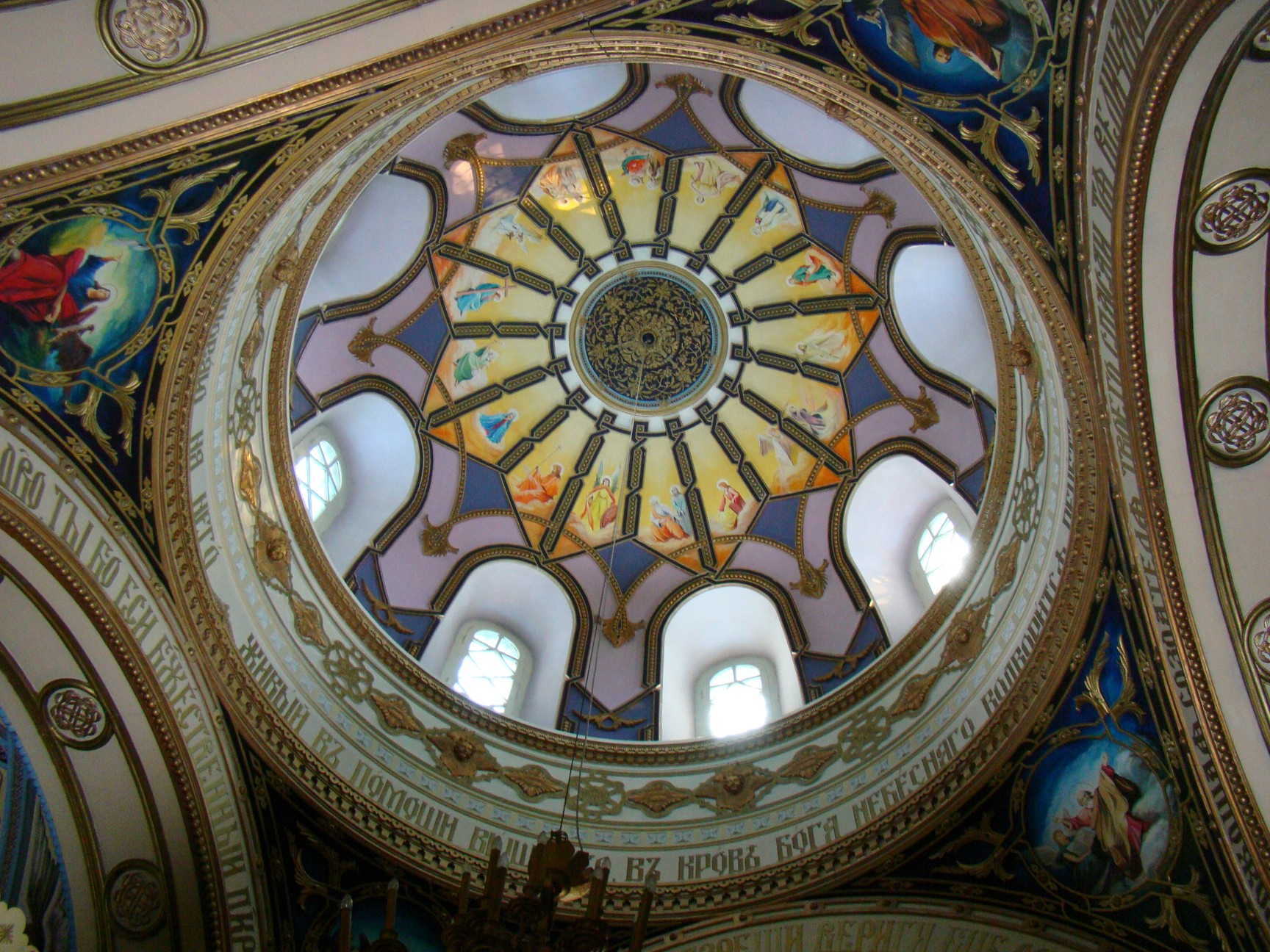
Innenraum, Blick unter die große Kuppel
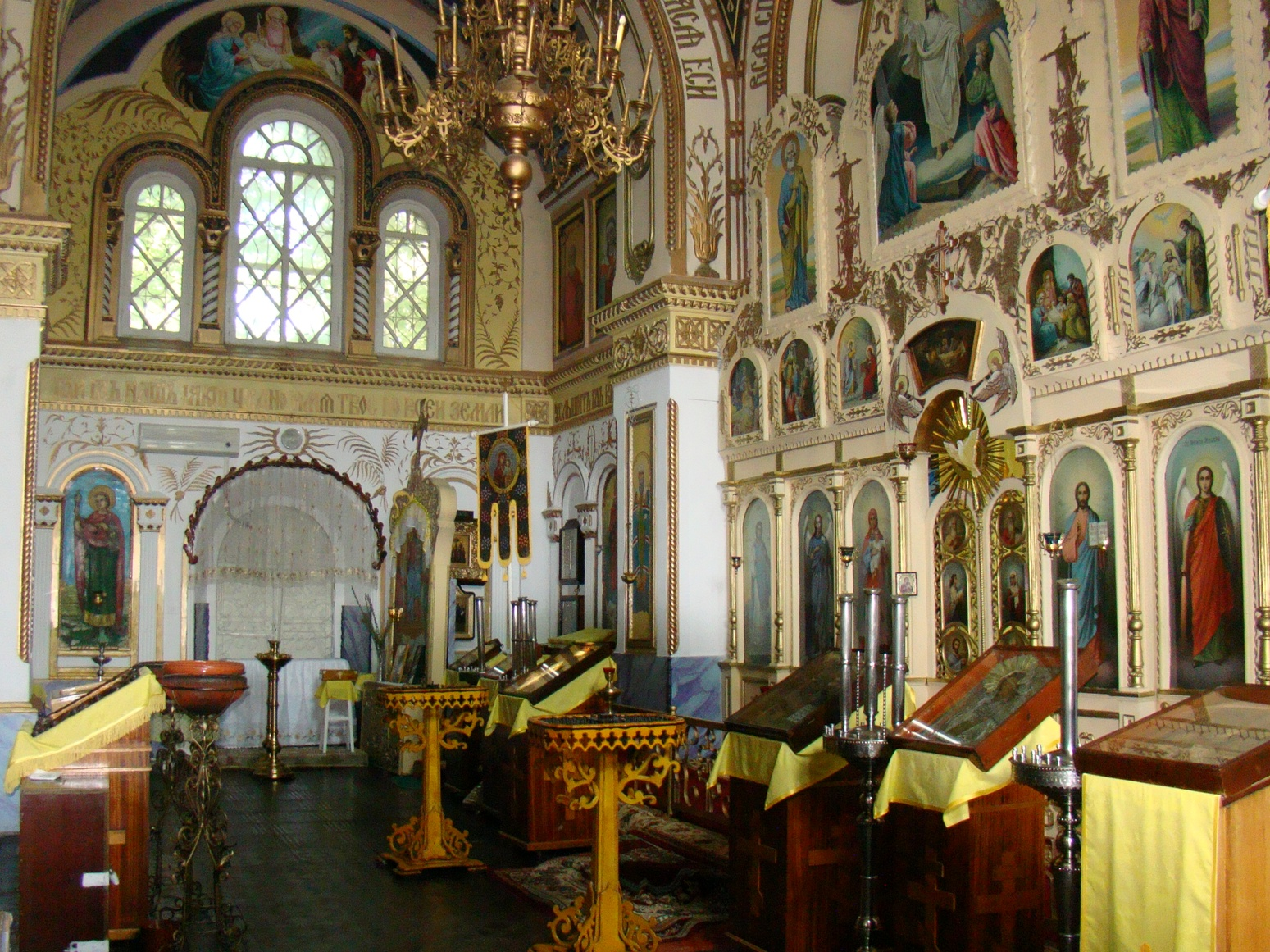
Blick in den Innenraum
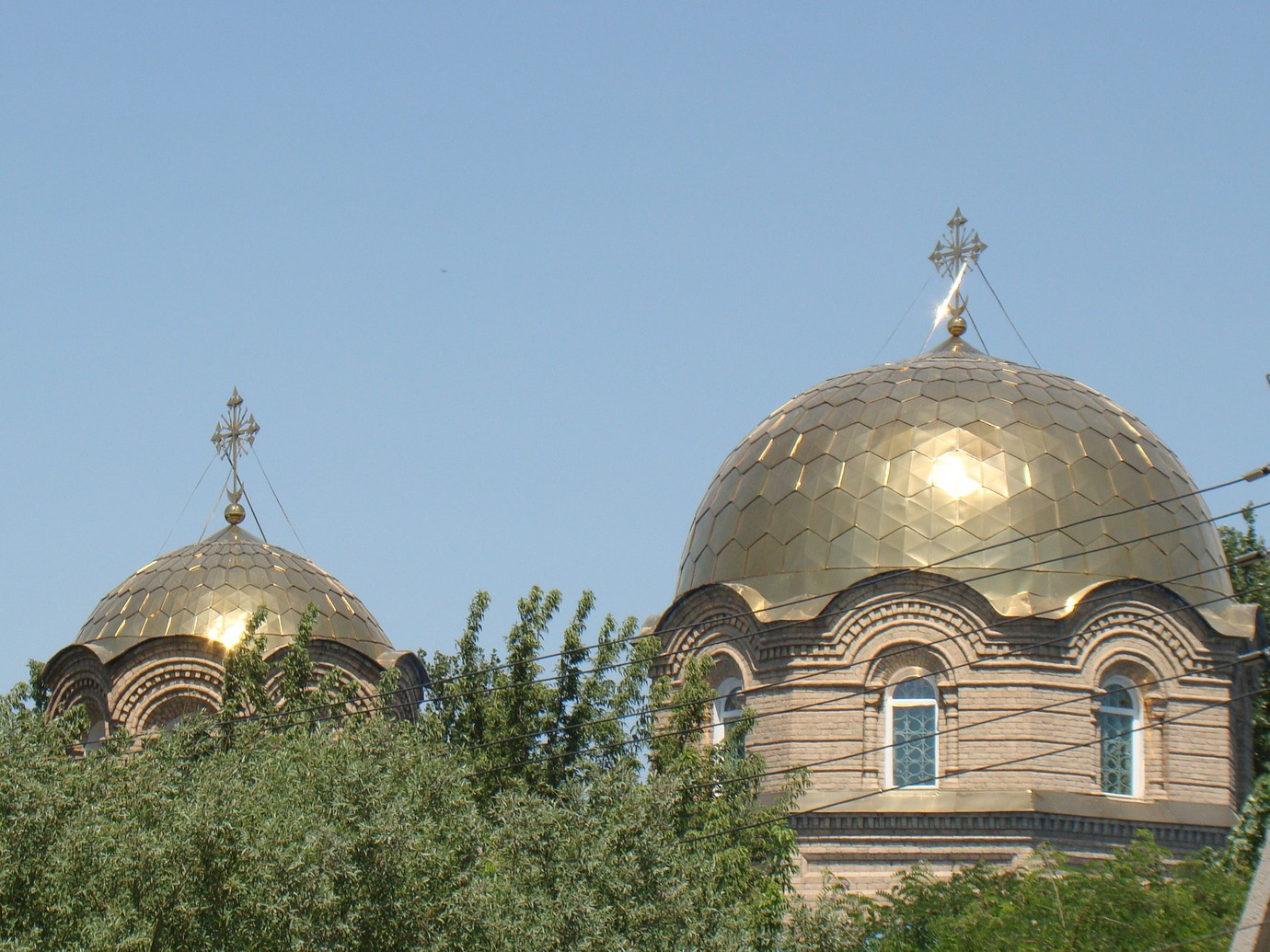
Kuppel auf der Kathedrale